# قزيماء
القُزَيْمَاءُ (الاسم العلمي: Nannizzia) هي جنس فُطْرِيَّاتٍ من رتبة المَفْصِلاَوِيَّاتِ.